# Subrahmanyan Chandrasekhar
Subrahmanyan Chandrasekhar (tàmil: சுப்பிரமணியன் சந்திரசேகர்)  (Lahore, 19 d'octubre de 1910 - Chicago, 21 d'agost de 1995), conegut habitualment com Chandra, fou un físic i astrònom indi guardonat amb el Premi Nobel de Física l'any 1983.

## Biografia
Va néixer el 19 d'octubre de 1910 a la ciutat de Lahore, que en aquells moments formava part de l'Imperi britànic i que avui dia forma part del Pakistan. Tot i així, la seva família era brahmí de Madràs (actual Chennai) i en aquesta ciutat va passar la seva infància i joventut. Fou nebot del Premi Nobel de Física Chandrasekhara Raman.
Va estudiar física i matemàtiques a Chennai, actual Índia, i es va doctorar l'any 1933 a la Universitat de Cambridge. Entre 1937 i 1995, va treballar a la Universitat de Chicago als Estats Units, i obtingué la nacionalitat estatunidenca l'any 1953.
Chandrasekhar morí el 31 d'agost de 1995 a Chicago, ciutat de l'estat nord-americà d'Illinois.

## Recerca científica
El 1930, Chandrasekhar va ingressar al Trinity College de la Universitat de Cambridge. En aquells moments, va llegir un dels llibres d'Arthur Eddington, The Internal Constitution of Stars, que el va influir profundament. En aquest llibre, Eddington sostenia que les estrelles acabaven les seves vides transformades en objectes petits de la grandària de la Terra i coneguts com a nanes blanques després d'esgotar les seves fonts d'energia.
Chandrasekhar va incloure en els seus càlculs efectes de tipus quàntics i relativistes i conclogué que tan sols les estrelles de massa baixa podien acabar les seves vides tal com Eddington havia plantejat. Els seus càlculs més elaborats mostraven que, per a estrelles de massa superior a 1,4 vegades la massa del Sol, les estrelles, en absència d'una font interna de calor, es col·lapsarien per sota la grandària terrestre. Aquest límit es coneix com a límit de Chandrasekhar. Els seus descobriments apuntaven a la formació d'estrelles de neutrons i forats negres.
Durant la seva estada a la Universitat de Chicago, supervisà la tesi doctoral de la física Esther Conwell.
Durant la Segona Guerra Mundial, Chandrasekhar va col·laborar amb Enrico Fermi en el projecte Manhattan. Al començament de la dècada del 1950, Chandrashekhar va estudiar detalladament el transport radiatiu a l'interior de les estrelles, però el seu treball en aquest camp es referencia en nombroses ocasions per a l'estudi del transport radiatiu d'energia en qualsevol mitjà.
Posteriorment, va treballar en els efectes del magnetisme sobre les galàxies, la seva forma i evolució, i publicà el llibre Hydrodynamics and Hydromagnetic Stability (1961). Durant la següent dècada, va intentar descobrir com la rotació afecta la forma dels planetes, estrelles, galàxies i cúmuls de galàxies. A la dècada del 1970, Chandrasekhar va tornar a examinar el col·lapse de les estrelles al final de la seva vida. Aquest treball va concloure amb la publicació de la seva obra més coneguda, The Mathematical Theory of Black Holes, publicada l'any 1983.
El 1993, fou guardonat amb el Premi Nobel de Física pels seus estudis sobre els processos importants en l'estructura i evolució de les estrelles, premi que compartí amb William Alfred Fowler.

## Vida personal
Chandrasekhar era el nebot de Chandrasekhara Raman, que va ser guardonat amb el Premi Nobel de Física el 1930.
Chandrasekhar es va casar amb Lalitha Doraiswamy el setembre de 1936. La va conèixer com a company d'estudi al Presidency College. Es va convertir en ciutadà naturalitzat dels EUA el 1953. Molts el consideraven càlid, positiu, generós, modest, meticulós i obert al debat, mentre que alguns altres el consideraven privat, intimidatori, impacient i tossut pel que fa a qüestions no científiques, i implacable amb els que ridiculitzaven la seva obra. Chandrasekhar era vegetarià.
Chandrasekhar va morir d'un atac de cor a l'Hospital de la Universitat de Chicago el 1995, després d'haver sobreviscut a un atac de cor anterior el 1975. Li va sobreviure la seva dona, que va morir el 2 de setembre de 2013 a l'edat de 102 anys. Va ser una seriosa estudiant de literatura i música clàssica occidental.
Una vegada, quan estava involucrat en una discussió sobre el Bhagavad Gita, Chandrasekhar va dir: «M'agradaria precedir els meus comentaris amb una declaració personal per tal que els meus comentaris posteriors no siguin mal interpretats. Em considero ateu». Això també es va confirmar moltes vegades en les seves altres converses. Kameshwar C. Wali el va citar dient: «No sóc religiós en cap sentit; de fet, em considero ateu». En una entrevista amb Kevin Krisciunas a la Universitat de Chicago, el 6 d'octubre de 1987, Chandrasekhar va comentar: «Per descomptat, ell (Otto Struve) sabia que era ateu, i mai va tractar el tema amb mi».

### Llegat
El treball més notable de Chandrasekhar és sobre el límit astrofísic de Chandrasekhar. El límit dóna la massa màxima d'una estrella nana blanca, ~1,44 masses solars, o equivalent, la massa mínima que s'ha de superar perquè una estrella col·lapse en una estrella de neutrons o forat negre (després d'una supernova). El límit va ser calculat per primera vegada per Chandrasekhar l'any 1930 durant el seu viatge inaugural de l'Índia a Cambridge, Anglaterra, per als seus estudis de postgrau. El 1979, la NASA va batejar el tercer dels seus quatre Grans Observatoris en honor a Chandrasekhar. Això va seguir un concurs de nomenclatura que va atreure 6.000 inscripcions de cinquanta estats i seixanta-un països. L’Observatori de raigs X Chandra va ser llançat i desplegat pel transbordador espacial Columbia el 23 de juliol de 1999. El nombre de Chandrasekhar, un nombre important adimensional de magnetohidrodinàmica, porta el seu nom. L’asteroide 1958 Chandra també rep el nom de Chandrasekhar. El telescopi Chandra de l'Himàlaia porta el seu nom. A les Memòries biogràfiques dels becaris de la Royal Society de Londres, RJ Tayler va escriure: «Chandrasekhar va ser un matemàtic aplicat clàssic la investigació del qual es va aplicar principalment a l'astronomia i probablement mai més es tornarà a veure».
Chandrasekhar va supervisar 45 estudiants de doctorat. Després de la seva mort, la seva dona Lalitha Chandrasekhar va fer un regal dels diners del seu Premi Nobel a la Universitat de Chicago per a l'establiment de la Subrahmanyan Chandrasekhar Memorial Fellowship. Atorgada per primera vegada l'any 2000, aquesta beca s'atorga anualment a un candidat destacat a l'escola de postgrau en els programes de doctorat del departament de física o del departament d'astronomia i astrofísica. S. Chandrasekhar Prize of Plasma Physics és un guardó que atorga l'Associació de Societats Físicas d'Àsia Pacífic (AAPS) a destacats físics del plasma, iniciat l'any 2014.
El Chandra Astrophysics Institute (CAI) és un programa que s'ofereix a estudiants de secundària interessats en l'astrofísica dirigit per científics del MIT i patrocinat per l’Observatori de raigs X de Chandra. Carl Sagan el va elogiar al llibre The Demon-Haunted World: «Vaig descobrir quina és la veritable elegància matemàtica de Subrahmanyan Chandrasekhar». El 19 d'octubre de 2017, Google va mostrar un Google Doodle a 28 països en honor del 107è aniversari de Chandrasekhar i el límit de Chandrasekhar.
L'any 2010, a causa del 100è aniversari de Chandra, la Universitat de Chicago va dur a terme un simposi titulat Chandrasekhar Centennial Symposium 2010 al qual van assistir astrofísics destacats com Roger Penrose, Kip Thorne, Freeman Dyson, Jayante V. Narlikar i Raixid Siuniàiev. Les seves xerrades de recerca es van publicar el 2011 com a llibre titulat Fluid flows to Black Holes: A tribute to S Chandrasekhar en el seu centenari del naixement.

## Reconeixements
En honor seu, s'anomenà l'asteroide 1958 Chandra, descobert el 24 de setembre de 1970 per Carlos Ulrrico Cesco.
L'any 1999, la NASA va anomenar en honor seu l'observatori de raigs X Chandra, el tercer dels seus quatre grans observatoris espacials.